# 保利集团

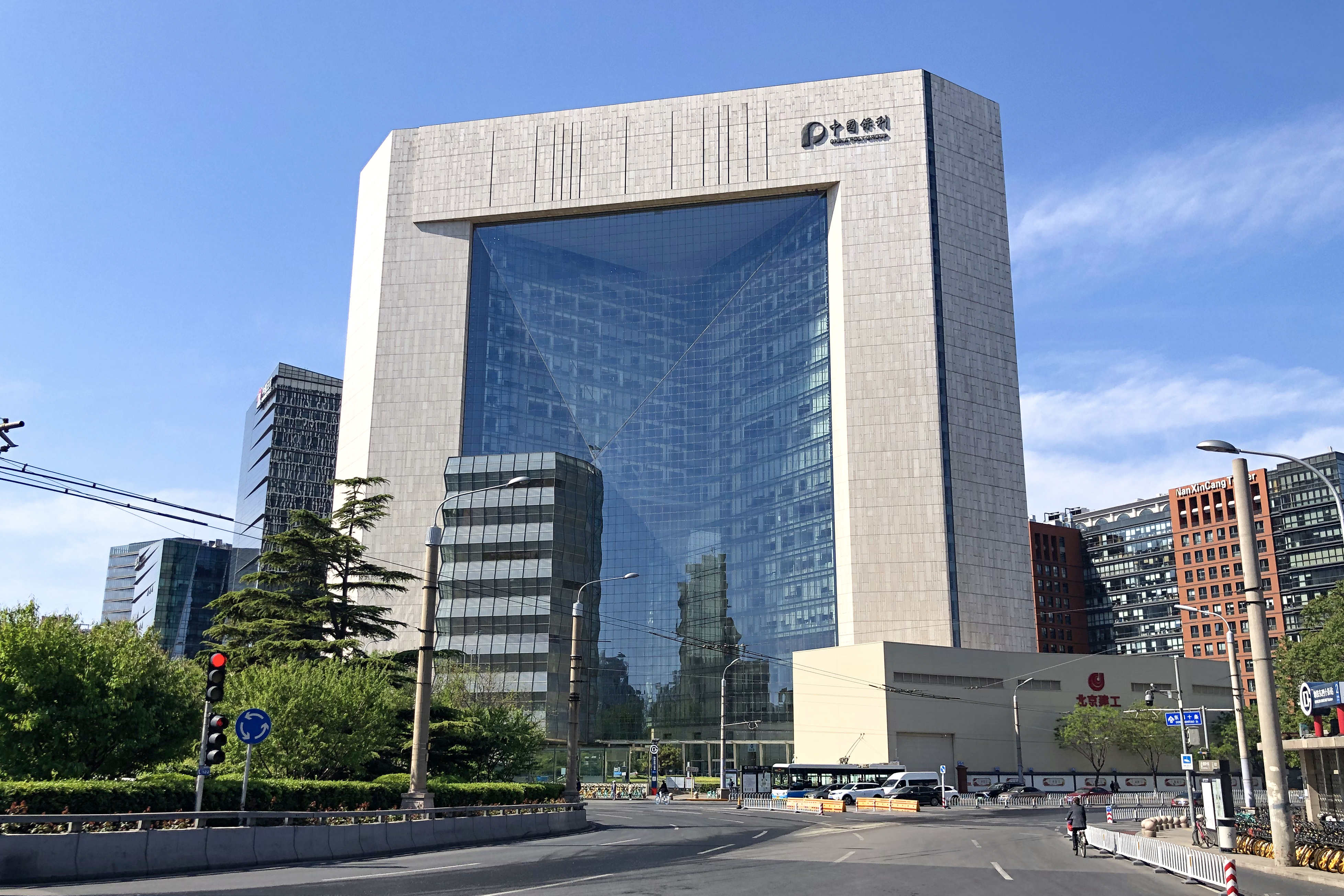
保利集团总部所在的新保利大厦

中国保利集团有限公司（英語：China Poly Group Corporation Ltd.，简称保利集团）是国务院国有资产监督管理委员会监管的大型国有中央企业，成立于1993年2月，前身为解放军装备进出口的窗口公司“保利科技有限公司”（PolyTech），集团以国际贸易、房地产开发、文化艺术经营、矿产资源投资开发、民爆化工为主要业务，并于2015年起跻身《财富》世界500强。总部位于北京市东城区朝阳门北大街1号新保利大厦28层。

## 名称由来
“保利”一名由时任中国国际信托投资公司总经理徐兆龙所起，取“保卫胜利”之意。英文POLY与“保利”发音相近。保利的商标为变形的英文字母P，由赖维武、王小朝于1987年设计，取自英文“PLA”（中国人民解放军缩写）、“POLY”、“POWER”的头一个字母，标记外观像拳头，代表信心和力量。P中心的空间，喻意把握现在，放眼未来。商标上的“中国保利集团公司”则是1993年著名书法家启功所题。

## 历史
- 1984年1月，经国务院、中央军委批准，解放军总参谋部装备部、中国国际信托投资公司联合出资成立保利科技有限公司，主要从事军事装备的引进和出口业务。
- 1993年2月9日，经国务院、中央军委批准，在保利科技有限公司基础上组建中国保利集团公司，注册资金15亿人民币。王军、贺平等是公司创始人。[3]11月17日，批准为国家计划单列企业集团。
- 1998年12月15日，保利集团和军队脱钩。
- 2000年3月，划归中央企业工委领导，是61家资产百亿元以上的大型企业之一。
- 2003年3月，划归国务院国资委领导。5月18日，北京总部新保利大厦奠基开工，2006年12月落成。
- 2010年，与中国新时代控股集团进行部分业务重组。
- 2014年8月，联合重组贵州久联企业集团。
- 2017年9月，中国中轻集团公司、中国工艺集团公司整体并入集团公司。
- 2018年1月，完成企业改制，企业名称由“中国保利集团公司”变更为“中国保利集团有限公司”。
- 2019年7月，中国中丝集团有限公司整体无偿划转进入集团公司。
- 2021年3月，中国中车原董事长刘化龙调任保利集团党委书记、董事长[4]。

## 领导层
- 贺平：中国保利集团公司名誉董事长，总参装备部少将（少将贺彪之子，邓小平之女邓榕之夫）
- 姬军：中国保利集团公司副董事长（原国务院副总理姬鹏飞之子）
- 邓榕：中国国际友好联络会副会长、中俄友好、和平与发展委员会副主席（邓小平之女）
- 王小朝：中国保利集团公司董事、党委副书记（前中國國家主席杨尚昆女婿，杨李丈夫）
- 叶选廉：解放军总参、中国保利集团公司负责人之一（叶剑英之子，母亲李刚系华北军政大学学员）
- 王军：中国保利集团公司前任董事长（前中國國家副主席王震之子、中信董事长）
- 陈洪生：中国保利集团公司前任董事长（原中共江西省委书记陈正人幼子）
- 徐念沙：中国保利集团公司前任党组书记、董事长。（已故国家领导人、原中央军委副主席刘华清的女婿）

## 业务范围
| 业务         | 平台公司                                               | 简介 |
| ------------ | ------------------------------------------------------ | --- |
| 国际贸易     | 保利国际控股                                           | 从事防务产品研发与技术服务、工程与基础设施建设与投资、民品贸易和投资，是汽车品牌法拉利和玛莎拉蒂的中国总经销商。 |
| 房地产开发   | - 保利地产（上交所：600048） - 保利置業（港交所：119） | 在境内外从事房地产开发运营、建筑设计、工程施工、物业管理、销售代理以及商业会展、酒店经营。                       |
| 文化艺术经营 | 保利文化（港交所：3636）                               | 从事演出与剧院管理、艺术品经营与拍卖、影院投资管理，旗下拥有保利拍卖、保利剧院、保利影业。                       |
| 民爆化工     | 保利联合（深交所：002037）                             | 从事民爆产品研发、生产、销售和爆破工程技术服务。                                                                 |
| 工艺美术     | 中国工艺集团                                           | 原中国工艺集团公司业务。                                                                                         |
| 轻工业       | 中国海诚（深交所：002116）                             | 原中国轻工集团公司业务。                                                                                         |
| 高科技       | 保利华信                                               | 电信设备制造，诺基亚在华合资公司中方持股。                                                                       |